# Mandy Marquardt
Mandy Marquardt (* 7. August 1991 in Mannheim) ist eine deutsch-US-amerikanische Bahnradsportlerin, die Kurzzeitdisziplinen bestreitet.

## Sportliche Laufbahn
Als Mandy Marquardt sechs Jahre alt war, zog ihre Familie von Mannheim in die Vereinigten Staaten, wo sie zunächst in verschiedenen Sportarten aktiv war. Im Alter von zehn Jahren begann sie mit dem Radsport und nahm erfolgreich an nationalen Meisterschaften in ihrer Altersklasse teil. Mit 15 zog sie mit ihrem Vater zurück nach Mannheim, wo sie mit Willi Altig trainierte. Sie startete bei deutschen Bahnmeisterschaften und wurde in zwei Jahren hintereinander Dritte im 500-Meter-Zeitfahren der Juniorinnen.
Bei einem Routine-Gesundheitscheck ihres damaligen Teams Rothaus wurde entdeckt, dass die damals 16-jährige Marquardt unter Diabetes leidet. Daraufhin kehrte sie in die USA zurück, um wieder mit ihrer Mutter zusammenzuleben. Seit 2009 fährt sie für das Team Novo Nordisk, einem Radsportteam für Menschen mit Diabetes. 2014 wurde sie zweifache US-amerikanische Meisterin, im 500-Meter-Zeitfahren und im Teamsprint, gemeinsam mit Shelby Walter. Zudem errang sie fünf Meistertitel von Florida und zwei als US-amerikanische Studentenmeisterin.
Bei den Panamerikameisterschaften 2017 errang Mandy Marquardt drei Medaillen: mit Madalyn Godby Gold im Teamsprint, Silber im Keirin sowie Bronze im 500-Meter-Zeitfahren. 2018 belegte sie mit Godby bei den kontinentalen Meisterschaften Platz zwei im Teamsprint, und 2019 wurde sie Dritte im Sprint.

## Diverses
Mandy Marquardt studierte Business management an der Penn-State-Lehigh-Valley-Universität und ist ausgebildete Trainerin.

## Erfolge
2014
- US-amerikanischer Meisterin – 500-Meter-Zeitfahren, Teamsprint (mit Shelby Walter)

2016
- Panamerikameisterschaft – Teamsprint (mit Madalyn Godby)
- US-amerikanischer Meisterin – Keirin, Sprint, 500-Meter-Zeitfahren, Teamsprint (mit Colleen Gulick)

2017
- Panamerikameisterin – Teamsprint (mit Madalyn Godby)
- Panamerikameisterin – Keirin
- Panamerikameisterschaft – 500-Meter-Zeitfahren
- US-amerikanische Meisterin – 500-Meter-Zeitfahren, Teamsprint (mit Madalyn Godby)

2018
- Panamerikameisterschaft – Teamsprint (mit Madalyn Godby)
- US-amerikanische Meisterin – Teamsprint (mit Katie Uhlaender)

2019
- US-amerikanische Meisterin – Sprint, Keirin, 500-Meter-Zeitfahren
- Panamerikameisterschaft – Sprint

2021
- US-amerikanische Meisterin – Teamsprint (mit Allyson Wasielewski und  Mckenna McKee)

2022
- US-amerikanische Meisterin – Sprint, 500-Meter-Zeitfahren, Teamsprint (mit Annika Flanigan und Divya Verma)

2023
- Panamerikaspiele – Teamsprint (mit Keely Ainslie und Kayla Hankins)
- Panamerikaspiele – Sprint
- Panamerikameisterschaft – 500-Meter-Zeitfahren
- Panamerikameisterschaft – Teamsprint (mit Keely Ainslie, Kayla Hankins und Mckenna McKee)
- US-amerikanische Meisterin – 500-Meter-Zeitfahren, Keirin

2024
- Panamerikameisterschaft – Teamsprint (mit Keely Ainslie und Kayla Hankins)